# Dagadès
Roland Guyot, qui signait Dagadès, est un poète français né le 30 décembre 1933 à Montmirail, dans la Sarthe, et mort au Mans le 5 octobre 2002,.

## Biographie
Employé de chemin de fer puis instituteur, il est également passionné de préhistoire.

## Regards sur l'œuvre
Ses premiers recueils offrent une poésie engagée, dénonçant les horreurs de la guerre, dans un lyrisme violent, ample et expressionniste, proche de la manière d'un Serge Pey.
Puis son style évolue vers des poèmes courts et allusifs, proches du haïku, où il peint souvent la campagne de son pays natal.

## Publications
- Esquille, autoédité, 1966
- Ruptures, autoédité, 1966
- Alliance, Traces, Le Pallet, 1968
- Terre atteinte, Traces, 1970
- Glaise, Traces, 1973
- Gravures, Chambelland, 1976
- D'autres encore, Le Dé Bleu, Chaillé-sous-les-Ormeaux, 1976
- Dans cette nuit, Traces, 1978
- Morceaux, Le Dé Bleu, Chaillé-sous-les-Ormeaux, 1980
- Sous un ciel de marbre, Laurence Olivier Four, Caen, 1983 (reprend partiellement Gravures, D'autres encore et Morceaux)
- Toi aussi la lumière, Le Pré de l'âge, Saint-Symphorien d'Ozon, 1984
- Sans fin, R. Grès, 1985
- Aujourd'hui dimanche, Le Pré de l'âge, 1986
- Ainsi, Le Pré de l'âge, 1987
- Croquis, Le Pavé, Caen, 1987
- Jeux, Le Pavé, 1987
- Semis, Le Pavé, 1988
- Femmes, Le Pavé, 1988
- Jardins, Le Pavé, 1990
- Miettes, Corps Puce, Amiens, 1992
- Jasnières et coteaux du Loir, photographies de Georges Quaglia, Le Mans, 1993
- Ouverts, Encres vives, Colomiers, 1994
- Écrans, Traces, 1994
- Lieux mêlés, Encres vives, 1995
- De terre et de chair, collection « Encres blanches », Encres vives, 1998

### Anthologie
- Tout ce qui résiste (dir. Rémi Froger), Le Dé Bleu, Chaillé-sous-les-Ormeaux, 1999[5], Prix Georges Perros